# Hajmen
Hajmen (egyszerűsített kínai írással: 海门) város Kínában, Csiangszu tartományban. Lakosainak száma 991 782 fő (2020).

## Népesség
| 2010 | 907 598 |
| 2020 | 991 782 |

## Közlekedés
A tenger és a Jangce-folyó könnyű megközelíthetősége miatt a közlekedés nagyon kényelmes. Kevesebb mint 2 óra autóútra van a Sanghaj-Putungi nemzetközi repülőtér, körülbelül 40 perc autóútra a Nantong Xingdong repülőtér és a Nantong vasútállomás, amely nagysebességű vasúti kapcsolattal is rendelkezik. Több felhajtó is van az országos autópálya-rendszerhez, pl. G40 gyorsforgalmi út. A nantongi kikötőhöz közel, Hajmen jelenleg saját megyei szintű tengeri kikötőt fejleszt DongZaoGang városban. Könnyen megközelíthető a Sutong Jangce folyó hídja a Jangce átkeléséhez, valamint kompjárat is van.
Haimen vasútállomása 2019-ben nyílt meg a Nanjing-Qidong-vasútvonal közbenső megállójaként. 

## Testvérvárosok
- Ruili
- Tengchong City
- Schwarzenbek
- Okahao